# 田上嘉一
田上 嘉一（たがみ よしかず、1978年〈昭和53年〉5月4日 - ）は、日本の弁護士。弁護士ドットコム株式会社ゼネラル・マネージャー、陸上自衛隊予備三等陸佐。防衛法学会、戦略法研究会所属。

## 略歴
神奈川県出身。厚木市立荻野中学校・神奈川県立厚木高等学校を経て、早稲田大学法学部、同大学大学院法学研究科卒業。2002年、大学院在学中に司法試験に合格。
2004年、アンダーソン・毛利・友常法律事務所にて弁護士として執務を開始。企業のM&Aや、不動産証券化などの案件に従事。
2010年、ロンドン大学クイーン・メアリー校に留学し、修士課程を修了する。
2012年、グリーに転職。法務や新規事業の立ち上げに携わる。
2015年、弁護士ドットコムに移籍し、ゼネラル・マネージャーに就任。2017年、執行役員に就任。

## テレビ

### レギュラー出演
- モーニングCROSS（2015年8月 - ）[1]
- 弁護士といっしょです（2018年4月 - 2018年9月）[5]

### 過去
- BSニュース 日経プラス10（BSジャパン、2015年11月13日）
- 情報プレゼンター とくダネ!（フジテレビ、2015年12月15日）
- キスマイ魔ジック（テレビ朝日、2016年1月12日[6]、2016年1月26日）
- ゴゴスマ -GO GO!Smile!-（CBCテレビ、2016年2月2日）
- 中居正広のミになる図書館（テレビ朝日、2016年8月23日）
- 直撃LIVE グッディ!（フジテレビ、2016年9月13日）
- AbemaPrime（AbemaTV、2017年7月21日、2017年8月22日、2017年8月25日[7]、2018年4月2日[8]）
- それってタブーですか？（テレビ東京、2017年12月25日[9]）
- コレでアナタも人生終了（テレビ東京、2018年11月5日、2018年11月12日）

## ラジオ

### レギュラー出演
- face （JFN、2015年12月1日 - 2016年3月29日）
- Day by Day（JFN、2016年4月6日 - 2018年3月29日）[1]

## 新聞
- 日経MJ （日本経済新聞社)『夫婦間でも不正アクセス LINE盗み見問題、弁護士に聞く』[10]）
- 日経産業新聞 （日本経済新聞社)『優先交渉権 拘束力を明記 M&Aで設定時、法務リスクに備え』[11]）
- 日経産業新聞 （日本経済新聞社)『SNSで連絡はＮＧ？ 採用活動のセクハラ防止策』[12]）

## 書籍
- 『国民を守れない日本の法律』、扶桑社、2020年。ISBN 978-4594085391